# Camporeale
Camporeale (sicilià Campuriali) és un municipi italià, dins de la ciutat metropolitana de Palerm. L'any 2007 tenia 3.711 habitants. Limita amb els municipis d'Alcamo (TP) i Monreale.

## Administració
| Període | Identitat         | Partit      |
| ------- | ----------------- | ----------- |
| 2007-   | Vincenzo Cacioppo | Centredreta |